# Диков, Дико
Дико Димитров Диков (болг. Дико Димитров Диков; 15 ноября 1910, Берковица — 14 апреля 1985, София) — болгарский военный и коммунистический политик, партизанский командир 1943—1944, затем армейский генерал, руководитель карательных органов. Министр внутренних дел НРБ в 1962—1968. Принадлежал к окружению Тодора Живкова. Активно участвовал в подавлении попытки переворота 1965.

## Коммунистическое повстанчество
В 1930 окончил школу офицеров запаса. Тогда же вступил в компартию Участвовал в коммунистическом поодполье, в 1933 был арестован, обвинён в военном заговоре и приговорён к смертной казни, заменённой пожизненным заключением. Освобождён по амнистии в 1941.
Участвовал в коммунистическом партизанском движении 1940-х. В 1942 был вторично приговорён к смертной казни. С июня 1943 командовал 12-й оперативной зоной Народно-освободительной повстанческой армии во Врачанской (Врацкой) области.

## Армейская служба
После прихода к власти прокоммунистического Отечественного фронта в сентябре 1944 Дико Диков служил политкомиссаром гвардейской дивизии, затем в бронетанковых войсках. В 1949 окончил в СССР Военную академию им. М. В. Фрунзе. Вернувшись в Болгарию, в 1950—1955 командовал 1-й армией. С 1954 — генерал-лейтенант и член ЦК БКП.
В 1955—1957 Дико Диков вновь обучался в СССР, окончил Военную академию им. К. Е. Ворошилова. В НРБ занял пост заместителя министра обороны НРБ и возглавил соответствующий отдел ЦК БКП.

## Во главе МВД
В 1962 Дико Диков перешёл с военной службы на руководство карательными органами. Получив звание генерал-полковника, возглавил министерство внутренних дел. Став во главе органов правоохраны и госбезопасности, Диков вошёл в ближайшее окружение Тодора Живкова.
Весной 1965 Дико Диков сыграл видную роль в ликвидации антиживковского заговора. Именно ему 11 февраля 1965 сообщил о планах переворота начальник софийского управления МВД Саби Стефанов. Диков осуществлял координацию оперативных мероприятий, проводимых госбезопасностью под руководством Ангела Солакова и Мирчо Спасова.
Вскоре после этих событий Диков и Солаков внесли в политбюро ЦК совместное предложение по усилению агентурной работы среди членов БКП. Предложение был утверждено: органы МВД и госбезопасности получили право вербовки и ареста членов партии без согласования с соответствующим парторганом.

## Отстранение
В 1968 Диков был смещён с поста министра внутренних дел, на его место назначен Солаков. Отстранение Дикова было ускорено тем, что тремя годами ранее он — под влиянием сестры — не был сторонником посмертного вынесения смертного приговора Ивану Тодорову-Горуне.

Живков был очень доволен результатом этого дела. Однажды он воскликнул: «Хорошо, теперь можем избавиться и от Дикова». Очевидно, Диков перестал внушать ему доверие.

Нико Яхиел, социолог, бывший помощник Живкова

Дико Диков перешёл на дипломатическую службу, в 1969—1972 был послом НРБ на Кубе. С 1972 — на пенсии.